# Seuil (barrage)
Pour les articles homonymes, voir Seuil.

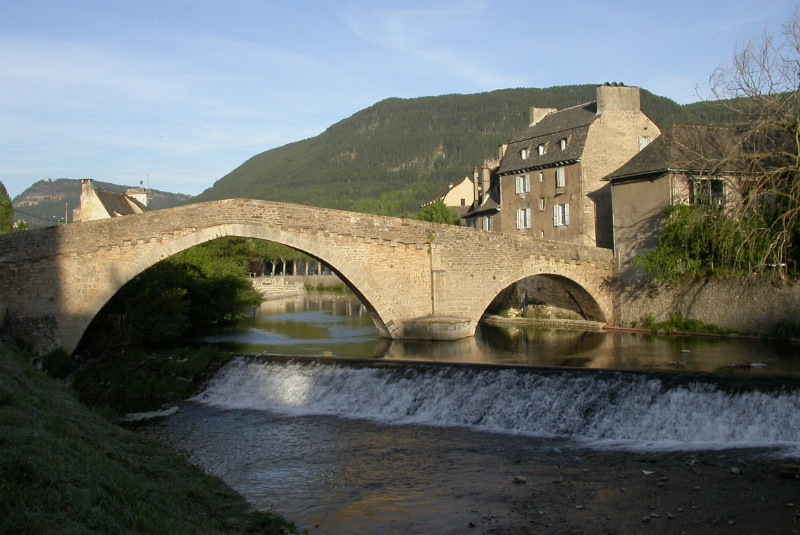
Seuil sous le pont Notre-Dame à Mende.

En hydraulique, un seuil désigne la courte section du fond du lit d'un cours d'eau qui est fixée, ce qui conduit très souvent à y modifier fortement la hauteur d'eau. Un seuil existe soit pour des raisons géomorphologiques naturelles (présence de faille, déclivité naturelle, zone de roches plus dures, reliques glaciaires, barrage de castor, goulot provoquant une accumulation naturelle d'embâcles, etc.), soit à la suite d'une construction humaine (pertuis ou autre petit barrage, muret, gué artificiel).
Le mot seuil fait référence à la pièce de bois ou de pierre qui est au bas des portes. Ce n'est qu'en 1932 que le Dictionnaire de l'Académie française (8e édition) ajoute à sa définition que le seuil peut aussi désigner un « seuil d'écluse, pièce de bois placée au fond de l'eau sous la porte d'une écluse ». Aujourd'hui toute crête déversante ou d'évacuation de crue d'un petit barrage ou d'un ouvrage hydraulique est aussi appelée seuil.

## Éléments de vocabulaire et définitions
- D'une manière générale, on[note 1] désigne[1] comme seuil tout ouvrage fixe ou mobile (ou fixe et équipé d'une partie mobile) construit dans le lit mineur d'un cours d'eau et qui le barre en partie ou en totalité, ayant moins de 5 m de haut[note 2]. Au moins 60 000 seuils sont recensés en France[note 3], certains estimant qu’il y en aurait peut être 100 000[réf. nécessaire]. 
Des « seuils en série », parfois anciens, peuvent former des systèmes d'« ouvrages en dérivation ». Dans ce cas, modifier ou détruire un seul des seuils modifie le fonctionnement hydraulique de l'ensemble du système. 
Certains seuils naturels sont aussi des « gués » qui permettent à certains animaux de traverser de larges fleuves.
- Les barrages sont des ouvrages généralement plus hauts que les seuils et qui barrent aussi tout ou partie du lit majeur voire une partie de la vallée[note 4].

En géomorphologie, les seuils s'opposent aux mouilles. 
Le courant y est souvent accéléré et le chenal plus étroit car les seuils naturels, quand ils ne sont pas dus à des barrages de castors, ou à des embâcles nés d'accumulation de végétaux contre des troncs couchés ou coincés en travers de la rivière, sont souvent dus au passage du cours d'eau dans une zone de roche plus dure, et donc moins entamée. Mais dans un lit mineur très large, un seuil peut exister sur une portion large, où le ralentissement du courant a justement permis une sédimentation derrière quelques rochers ou îlots par exemple.
 En Guyane on parle de « sauts » pour désigner les seuils naturels où les pirogues ou autres embarcations doivent être portées, poussées ou tractées pour le franchissement vers l'amont.

## Seuils artificiels

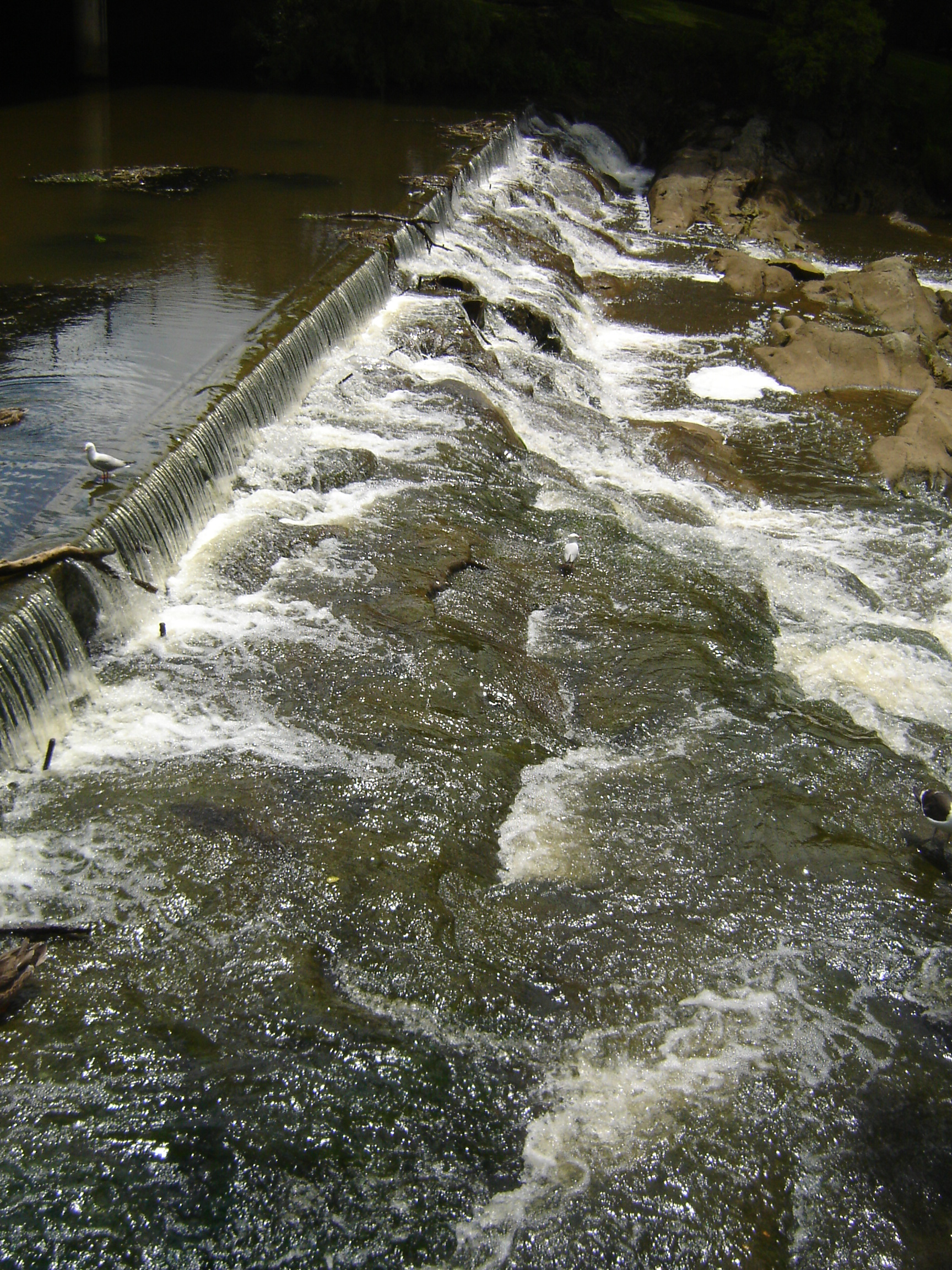
Seuil artificiel de béton, horizontal, appuyé sur un seuil naturel.

Dans ce contexte, un seuil désigne aussi un petit barrage déversant utilisé généralement pour élever le niveau d'une rivière, mieux assurer ce niveau en cas d'étiage, pour créer ou augmenter un plan d'eau, constituer un gué ou assurer une prise d'eau comme celle d'un canal d'irrigation.
On distingue généralement trois formes de seuils:
1. des seuils à dominante « fixe » (muret ou petit mur de pierre ou béton en général, et plutôt sur des cours d'eau dynamiques de montagne par exemple). De nombreux seuils ont une vanne ou un système de décharge plus ou moins contrôlable ou sont « passif » (transit de l’eau par débordement),
2. seuils à dominantes « mobiles » (vannages, clapets), avec partie fixe constituée par le radier
3. seuils « mixtes » (partie en dur + partie mobile).

Ces seuils peuvent être noyés, dénoyés ou profilés, éventuellement selon les circonstances. Leurs impacts hydrauliques sont décrits par des équations d'« hydraulique à surface libre ».
De très nombreux seuils ont été construits de main d'homme depuis le Moyen Âge pour permettre le laminage (régulation) de crues et/ou l'alimentation de moulins, et/ou faire office de déversoirs, jouant alors le rôle d'un trop-plein. L'eau se déverse généralement au sommet d'un seuil et sur toute sa largeur, quoique certains ont une échancrure en dessous du niveau du seuil, pour réguler l'élévation du niveau de l'eau amont en fonction du débit de l'eau.
Des seuils ont été utilisés sur des rivières ou canaux pour les rendre plus navigables. Dans ce cas le seuil est parfois plus large que la largeur du lit mineur de la rivière pour réduire les variations de niveau d'eau en amont et vitesse de l'eau. Leur effet peut être amoindri ou négligeable en cas de forte crue.
Un seuil est sensible à l'érosion, l'action érosive de l'eau étant la plus forte à leur base, au pied de la chute d'eau. Pour assurer leur résistance à cette action, ils comportent souvent un radier sur lequel l'eau perd de son énergie et un bassin de dissipation d'un volume et d'une profondeur déterminés en fonction des débits de crue et de la hauteur de chute.

Un seuil naturel tend à reculer vers l'amont du fait de cette érosion dite « régressive », très lentement dans un contexte géologique de roches dures, plus vite sur des limons, tourbes ou autres substrats fragiles (pergélisols se décongelant par exemple).

### Déversoirs

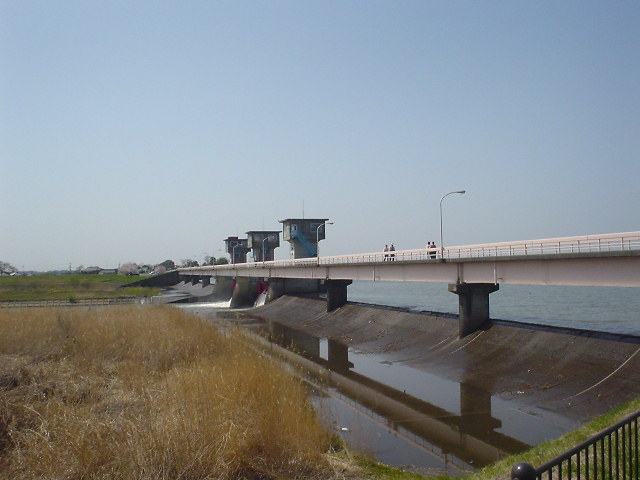
Un tel seuil avec un déversoir incliné permet d'alimenter par débordement une zone d'expansion de crue.

La majorité des ouvrages hydrauliques sont équipés de seuils évacuateurs de crues ou  « déversoirs » qui permettent d'évacuer des débits importants lorsque le niveau de la retenue est élevé. Le dimensionnement de ces seuils est fondamental pour la sécurité des ouvrages, car il permet d'éviter que le niveau n'atteigne des cotes pour lesquelles la sécurité de l'ouvrage ne serait plus assurée. La réglementation définit les périodes de retour de crue face auxquelles doivent résister les ouvrages selon leur taille et leur utilisation.

### Différents types de seuils
Il existe plusieurs types de seuils artificiels caractérisés par leur épaisseur :
- Linéaires à crête épaisse et longue : caractérisés par une épaisseur assez notable, génératrice de remous au-dessus du seuil
- Linéaires à crête épaisse : pour lequel l'écoulement s'effectue sans turbulences au-dessus du seuil.
- Linéaires à crête mince : pour lequel l'écoulement est optimisé écoulement laminaire en cascade.

...et leur forme (courbe décrite par la ligne de seuil) :
- Forme sur le plan vertical :
  - section rectangulaire : Débit proportionnel au carré (puissance 2) de la hauteur d'eau, qui permet une évacuation importante dès le franchissement du seuil.
  - section trapézoïdale (rectangle resserré à la base) : lorsque la hauteur d'eau augmente, le débit augmente encore plus vite que dans le cas de la section rectangulaire (puissance 2,5).
  - Section triangulaire : forme extrême de la section trapézoïdale, elle permet de confiner l'écoulement en cas de dépassement léger du seuil.
  - Section à débit linéaire : forme en T inversé (dont les montants sont des sections d'hyperbole), dont le but est d'assurer un débit proportionnel à la hauteur d'eau.
  - Section circulaire : forme courante dans le cas d'une évacuation via une buse en béton (BTP)
- Forme sur le plan horizontal
  - linéaire : c'est le seuil classique dont la ligne de crête est droite ou épouse la courbe naturelle du barrage.
    - droit : il génère une cascade avec formation d'une poche d'air entre le flux hydraulique et le déversoir (cavitation).
    - incliné : côté aval pour empêcher le phénomène de cavitation.

  - oblique : pour augmenter la longueur de la ligne de crête, on décale une extrémité vers l'amont et l'autre vers l'aval (vue de dessus, la ligne de crête n'est plus perpendiculaire au flux)
  - en "labyrinthe" : on brise la ligne par une série de crêtes en "V". En allongeant la ligne de crête, on augmente le débit pour une hauteur d'eau donnée au-dessus de la ligne de seuil.
  - en "créneau" : la ligne de seuil reprend le concept du labyrinthe, mais en augmentant davantage la ligne de crête par une mise en forme de créneaux qui fait ressembler le déversoir à des touches de piano, d'où le nom courant "Déversoir en touche de piano" ou "Piano Key Weir" (PKW). Cette forme permet d'avoir un débit maximisé et donc de minimiser l'élèvement du niveau de l'eau en amont lors de périodes de crues intenses. Ce déversoir est aussi optimisé sur le plan vertical, par une pente ascendante côté amont et descendante côté aval qui contribuent également à l'efficacité du dispositif. Ce dispositif a été développé dans les années 2000 et s'adapte particulièrement aux topographies confinées.

### Mesure de débit

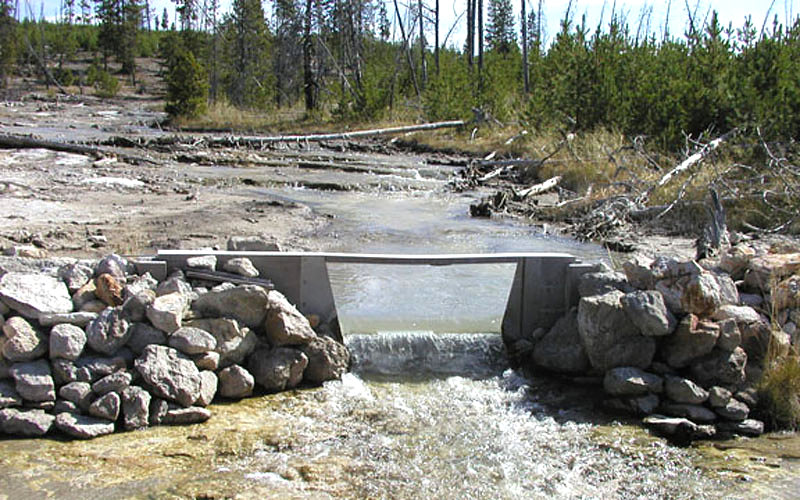
Seuil pour mesurer le débit de l'eau, Parc de Yellowstone.

Certains seuils sont exploités en hydrométrie pour mesurer facilement les débits faible à moyen d'une rivière. Ceux-ci résultent d'une formule simple et fiable dans laquelle on introduit l'évaluation de la hauteur d'eau sur le seuil.
Dans ce cas, il y a différentes sortes de seuils qui vont de la simple plaque de métal avec une échancrure en V, jusqu'à des structures de béton ou d'acier en travers de la rivière. Un seuil en V donne une indication précise des petits débits.
Dans le cas d'une encoche rectangulaire avec une hauteur {\displaystyle H} de lame d'eau inférieure au tiers de la largeur {\displaystyle L}, le débit {\displaystyle Q} vaut approximativement :
{\displaystyle Q=0.40LH{\sqrt {2gH}}}.

## Impacts positifs ou négatifs des seuils et barrages artificiels
L'effet hydrodynamique (jugé positif ou négatif selon les contextes et son importance) peut être décrit de plusieurs manières :
1. une modification du « flux ou transit solide » (et biologique quand le seuil est facteur de discontinuité biologique). Cet effet est plus ou moins important selon les espèces et selon la hauteur du seuil ou la configuration du système radier/fosse) pour les poissons dans le sens de la remontée au moins. Les matériaux roche, galets, graves, sables retenus par un seuil en montagne peuvent en quelques décennies ou siècle atteindre plusieurs mètres de hauteur (et la hauteur du seuil lui-même parfois, modifiant le transit sédimentaire ;
2. un « Effet retenue d'eau » ; tout « seuil », naturel ou non, crée à son amont une masse d'eau, dont la surface définit un plan d'eau. Plus la hauteur d'eau est importante dans cette "retenue", plus - en vertu de la Loi de Darcy - la nappe phréatique sera alimentée (si le substrat le permet). La largeur du plan d'eau a également une importance de ce point de vue. Ainsi, un seuil artificiel, peut - dans une certaine mesure - (pour l'aspect hydraulique) remplacer les fonctions d’embâcles naturels[4] suffisants pour former un barrage, ou celles d'un barrage de castor) ;
3. un « Effet de "point dur" » quand le seuil est haut, localement, il bloque ou étale dans le temps l'écoulement physique de l'eau, intervenant alors dans le processus apparemment « stochastique » du flux d'eau et de matières charriées (River flow).
4. En l'absence de seuil, l'écoulement est plutôt de type « permanent uniforme »[2] (ou transitoire si l'eau manque). La masse d'eau semble homogène et animée d'une vitesse constante (Ce n'est qu'une apparence, car des remous, courants et contre-courants sont partout induits par des contre-pentes, ressauts et déverts ou les variations (mêmes légères) du relief et de la rugosité du fond, des changements de section du lit ou par les courbures du cours d'eau ou un méandrage naturel, qui entretiennent des hétérogénéités importantes dans la dynamique interne de la masse d'eau gravitairement emportée vers la mer, et renouvelée à partir des sources et/ou de la nappe. Néanmoins pour un observateur éloigné, le profil en long évoque une lame épaisse d'eau coulant dans un lit en pente relativement douce et régulière). Il est décrit de manière simplifiée par des équations filaires ou unidimentionnelles assez simples[2]
Inversement, le seuil (ou une succession de seuils) induit un régime nettement plus « graduel » dit régime permanent varié (transitoire en cas d'assèchements périodiques) ; avec des ressauts, avec parfois d'importants ressauts hydrauliques, des micro zones à régime "torrentiel" (les chutes). Dans le cas de barrages se succédant et proches les uns des autres, le « profil en travers » (coupe longitudinale) du cours d'eau se présente « en escalier » et la « section mouillée » du cours d'eau est plus importante. Le régime hydraulique est alors également caractérisé par une répartition plus segmentée de la masse d'eau, une variation plus importante des tirants d'eau, une inertie et un volume d'eau plus importants (d'autant plus que les seuils sont hauts et non comblés en amont). Ce type de cours d'eau est caractérisé par des « écoulements graduellement variés »[5] (tant que les seuils ne sont pas submergés par les crues), qu'on retrouve aussi dans la nature dans le cas des successions « en escalier » de barrages de castors (là où ils n'ont pas été exterminés entre le Moyen Âge et le XXe siècle).

## Impacts ou intérêt écologique

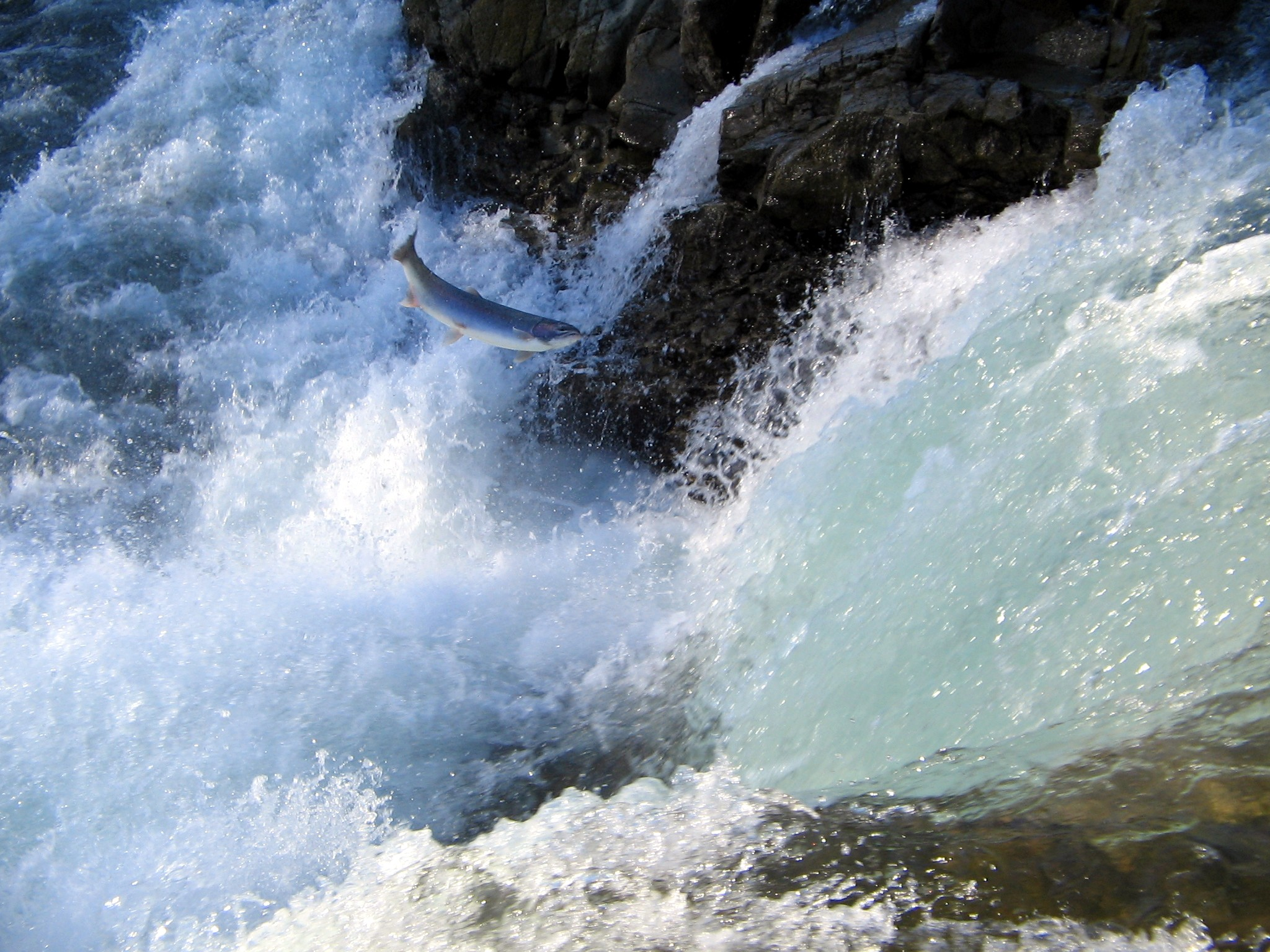
Les salmonidés montrent des capacités remarquables à franchir la plupart des seuils naturels. Certains seuils artificiels peuvent les freiner ou empêcher la remontée.

Les seuils naturels véritablement étanches sont rares sur les torrents (où ils finissent par être emportés ou contournés). Ils sont assez rares sur l'aval alluvial des très grands cours d'eau (en zone tempérée au moins). Ils sont fréquents sur certains petits cours d'eau naturels (de moyenne montagne notamment) et en limite de zones alluviales, notamment dans les forêts primaires où se surajoutent des seuils plus ou moins temporaires créés par les embâcles formés par les troncs d'arbres, branches et branchages tombés en travers des cours d'eau.

Beaucoup de grands fleuves tropicaux sont barrés de sauts dont le franchissement peut être dangereux ou de hautes chutes infranchissables par les embarcations. Là où ils sont encore présents en zones tempérées de l'hémisphère nord, les castors construisent des barrages qui forment de nouveaux seuils. Ils présentent l'intérêt de favoriser la conservation en amont des bassins versants de volumes d'eau très importants dont la hauteur contribue à alimenter les nappes phréatiques et donc à limiter les effets des sécheresses. Ils servent parfois de gué pour la faune sauvage ou les hommes.
La chute d'eau à l'aplomb du seuil oxygène toujours l'eau à l'aval immédiat du dénivelé, mais la sédimentation de matière organique en amont de ceux-ci peut diminuer le taux d'oxygène (surtout en contexte agricole), et certains seuils construits par l'homme sur un radier plat peuvent avoir un impact négatif sur le milieu aquatique en constituant un obstacle à la remontée des poissons, surtout s'ils sont trop hauts, ou s'ils ne disposent pas là du creux présent en aval de nombreux seuils naturels et permettant à des poissons tels que truite ou saumons de prendre leur élan pour sauter le seuil. Le manque de végétation ou de berges franchissables ne permet parfois pas aux civelles ou anguilles de remonter. Le cas échéant, une échelle à poissons permet aux poissons de franchir ce type de seuil.
Si le seuil correspond à un dénivelé important, l'eau est ralentie en amont, avec dépôt de sédiments et légère diminution du taux d'oxygène sur les cours d'eau peu rapides et mouvementés, et une augmentation du taux d'oxygène juste en aval. Les poissons migrateurs (salmonidés, anguilles, lamproies) savent franchir la plupart des seuils naturels, et de nombreux seuils artificiels s'ils ne sont pas très élevés ou disposent de quelques ouvertures (dans la partie mobile par exemple).

## Galerie de photos

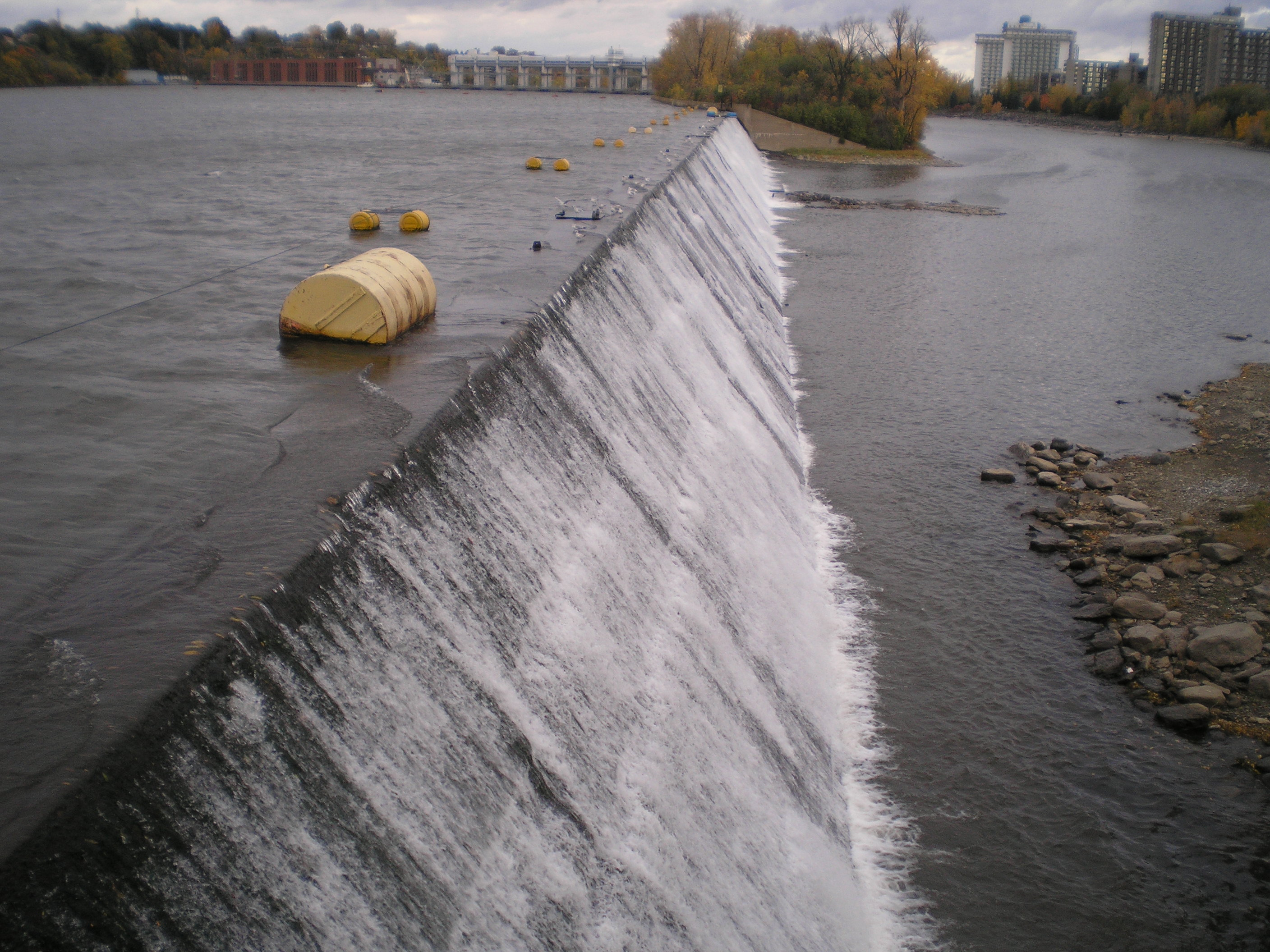
Seuil-déversoir de la Rivière des prairies, Montréal, difficilement franchissable par les poissons.
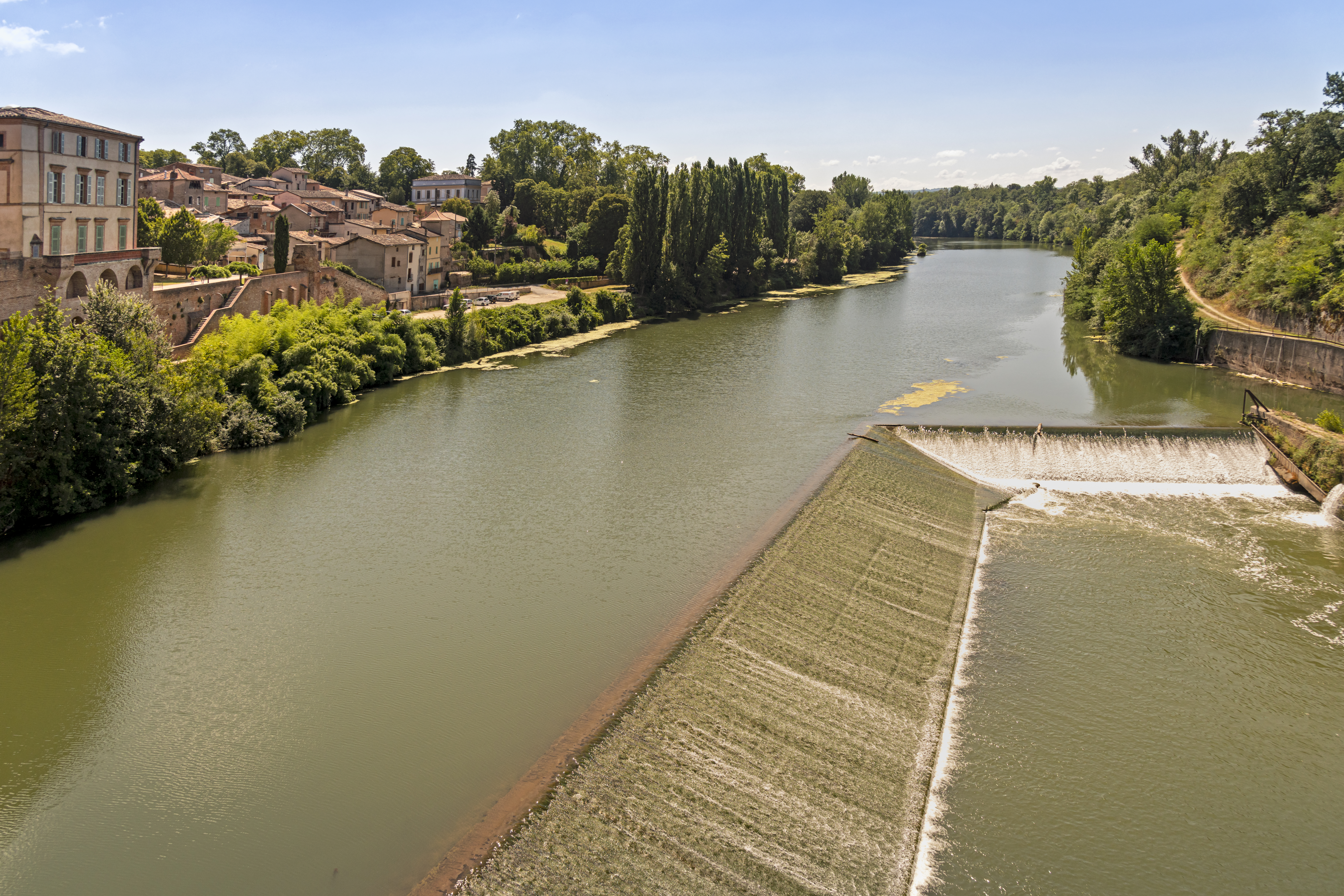
Seuil sur le Tarn à Gaillac.
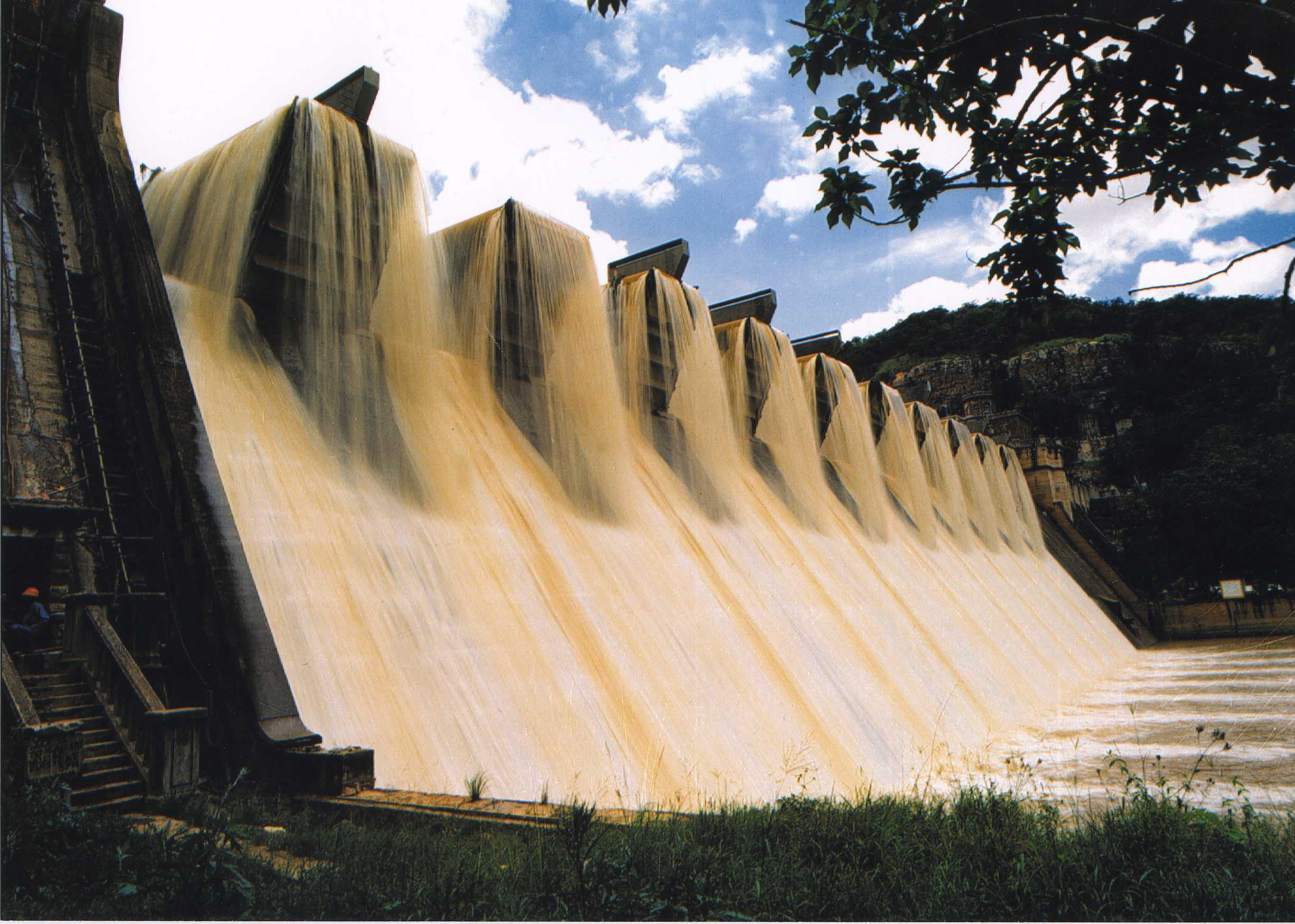
Un seuil en touche de piano (pour une telle hauteur on parlera plutôt de barrage[1]) équipé de « hausses fusibles » lors de crue à Shongweni, Afrique du Sud.
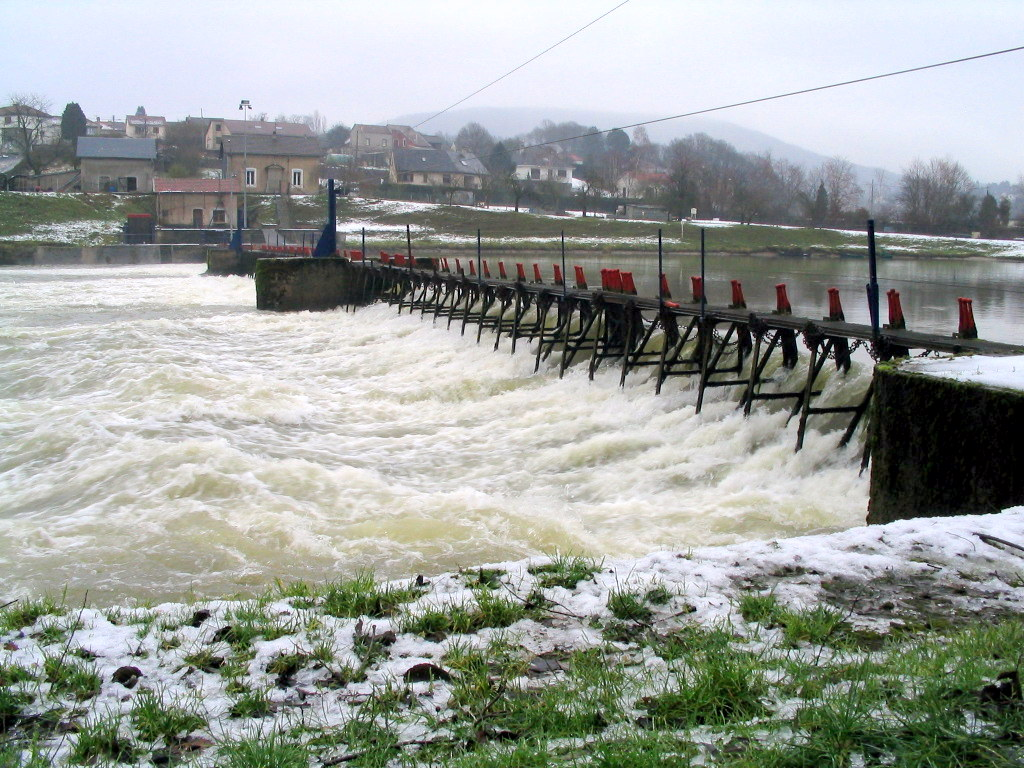
Un « seuil à niveau variable » sur la Meuse. Les hausses permettent d'augmenter le niveau de stockage et d'améliorer la sécurité de l'ouvrage face aux crues.
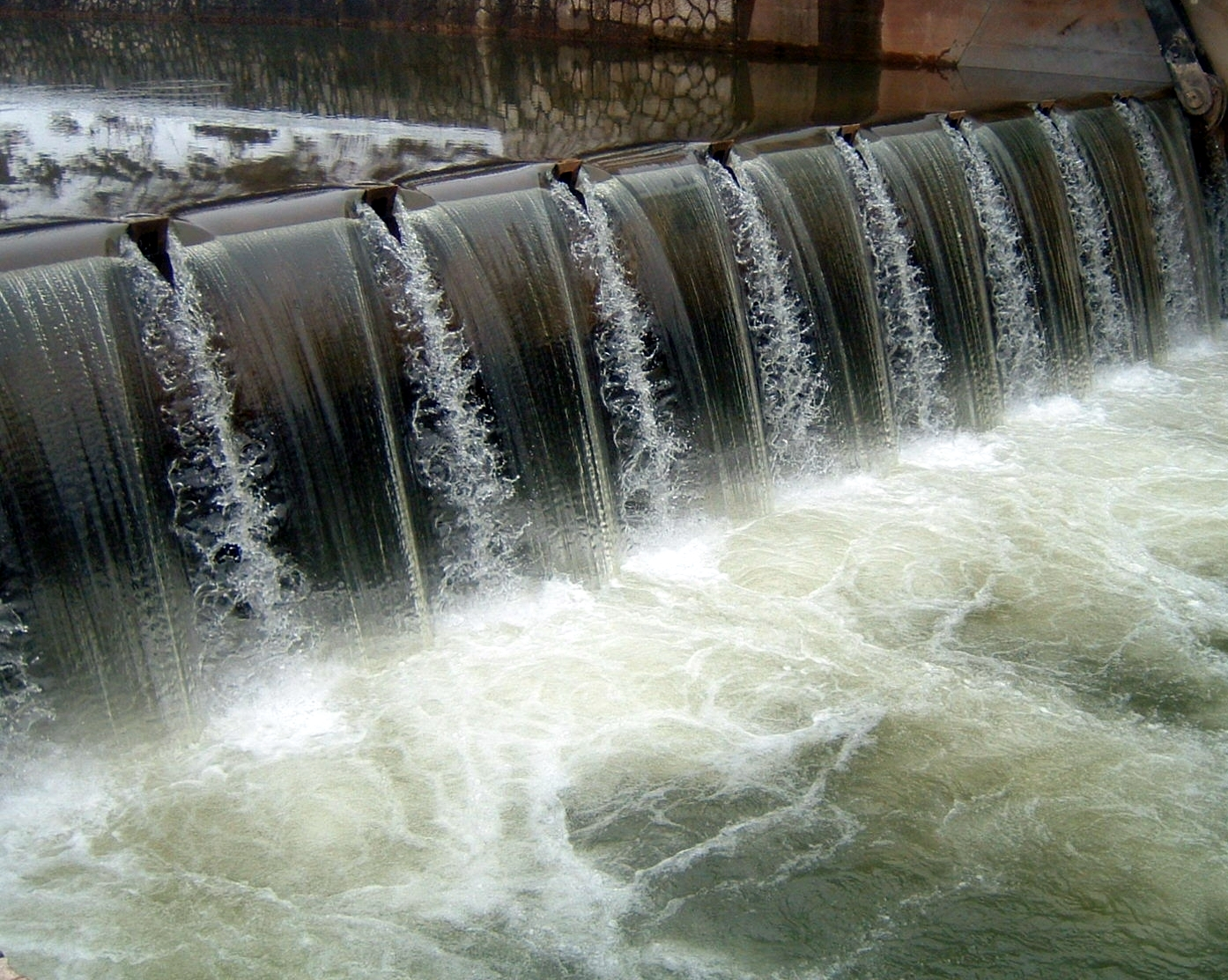
Exemple de seuil « à radier ». Une ou quelques planches peuvent être enlevées pour laisser passer plus d'eau.
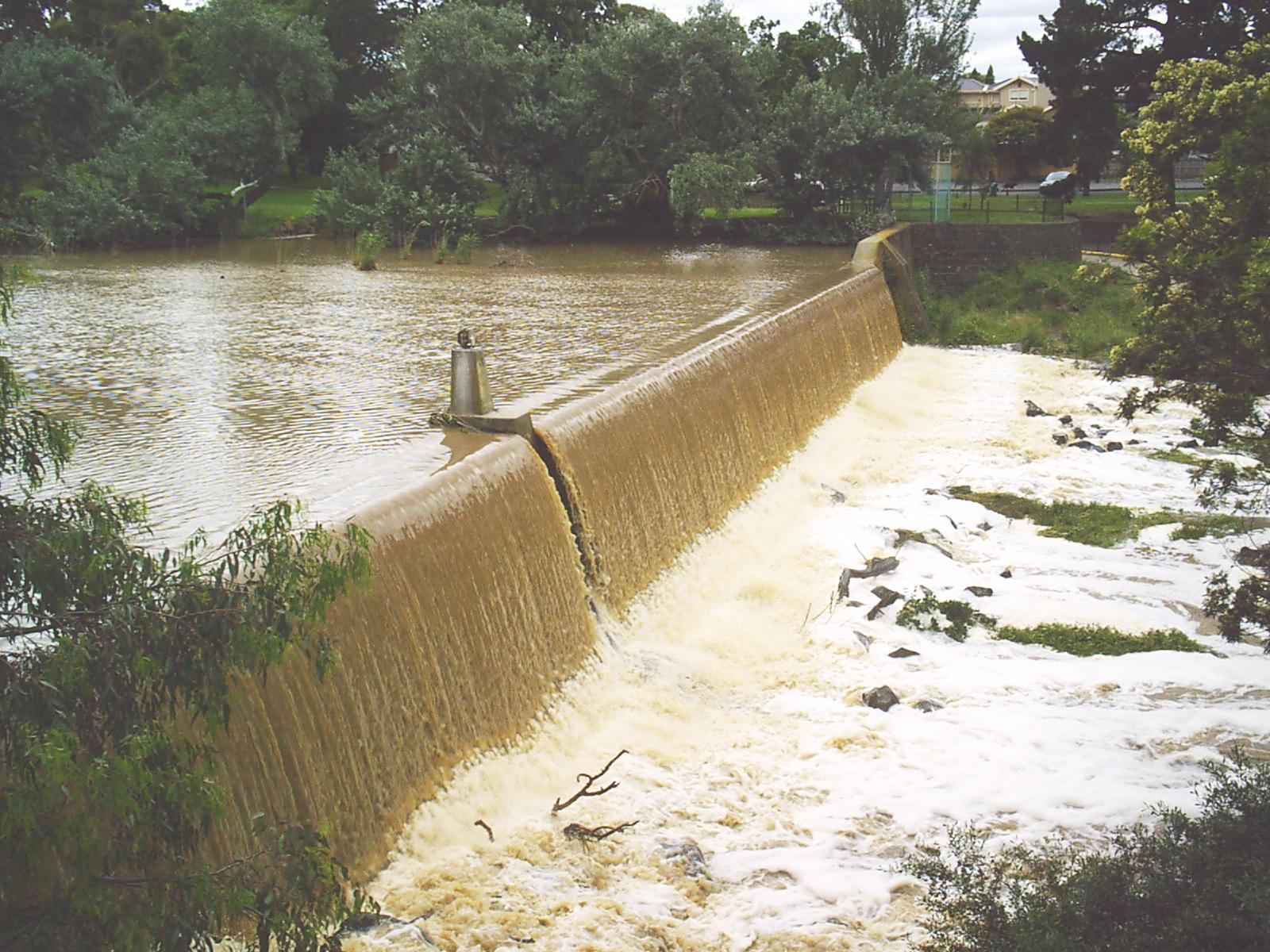
Seuil ayant permis de relever le niveau du Lac Victoria (Australie), ici avec une eau rendue très turbide par de fortes pluies.
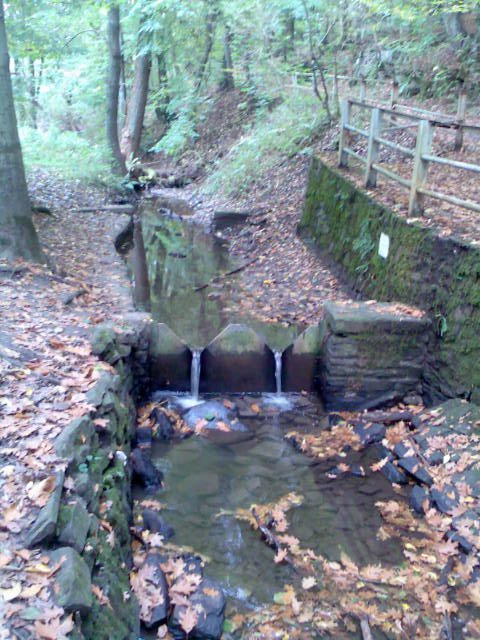
Le « seuil en V » laisse passer d'autant plus d'eau que le niveau s'élève. Il permet de réguler passivement le débit.
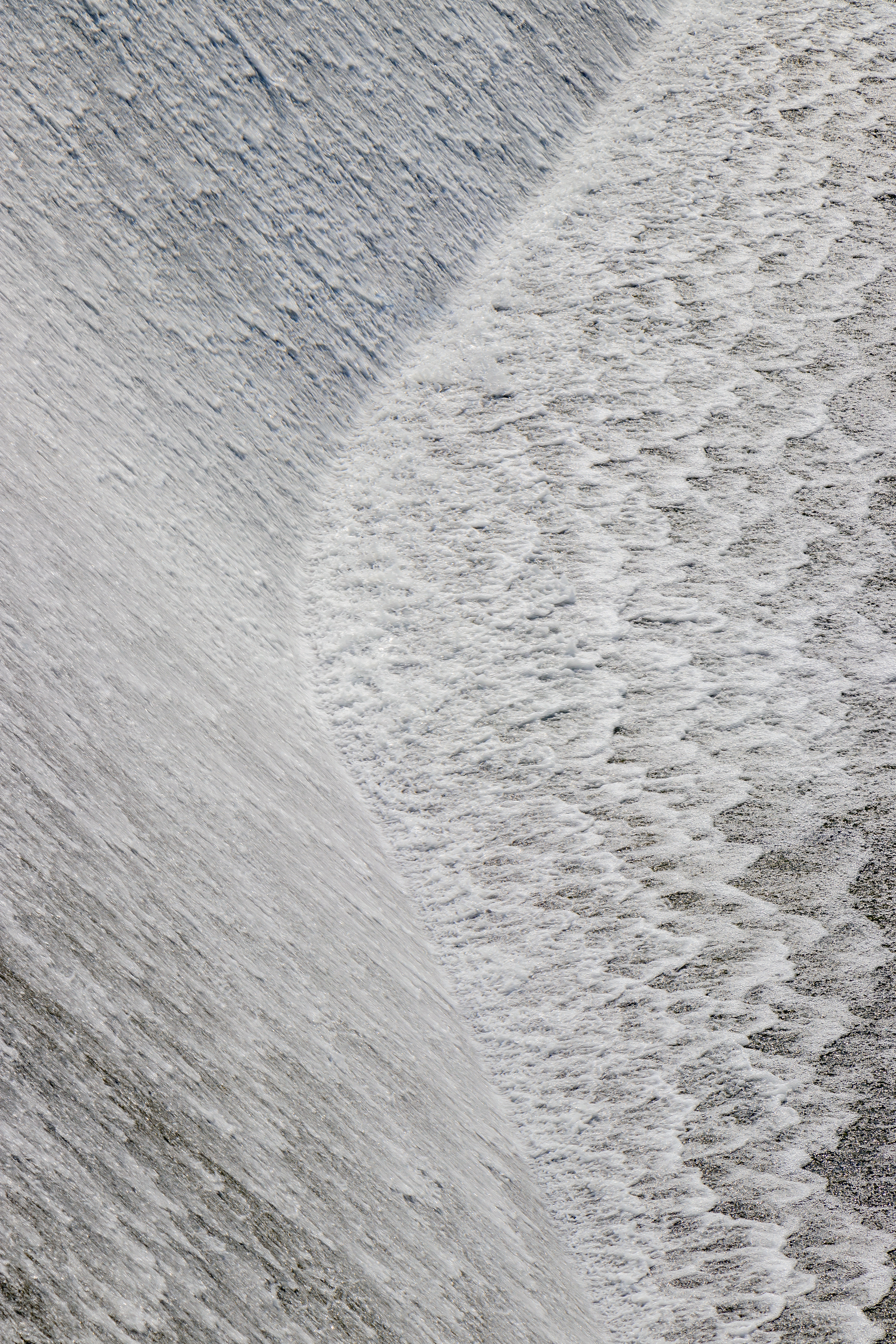
Chute d'eau au seuil sur  l'Obersee (Rur) (de) à la commune de Simmerath. Mai 2022.